# المدينة (قرطبة)
بلدية المُدَينة أو المَدينة أو (نقحرة: ألميدينييّا) (بالإسبانية: Almedinilla)‏، هي إحدى بلديات مقاطعة قرطبة إحدى مقاطعات إسبانيا، و التي تقع في منطقة الأندلس جنوب إسبانيا.
يبلغ عدد سكانها 2.510 نسمة وفقاً لإحصائية سنة (2007).